# Hipereliptiča krivulja
Hipereliptična krivulja je algebrska krivulja, ki je dana z enačbo
{\displaystyle y^{2}=f(x)}
kjer je 
- {\displaystyle f(x)} polinom s stopnjo večjo od 4 in {\displaystyle n\,} različnimi rešitvami.

## Rod krivulje
Rod krivulje določa stopnja polinoma na naslednji način:
če ima polinom stopnjo {\displaystyle 2g+1} ali {\displaystyle 2g+2} ima krivulja rod enak {\displaystyle g\,}.
Kadar je stopnja polinoma enaka {\displaystyle 2g+1}, imenujemo krivuljo imaginarna hipereliptična krivulja. Kadar pa je stopnja polinoma enaka {\displaystyle 2g+2}, je krivulja realna hipereliptična krivulja. Krivulj, ki nimajo {\displaystyle g=0} ali  
{\displaystyle g=1} ne imenujemo hipereliptične.  Tako za {\displaystyle g=1} dobimo eliptično krivuljo.

## Lastnosti
Vse krivulje, ki imajo rod enak 2, so hipereliptične krivulja. Tiste krivulje, ki imajo rod ≥ 3, niso hipereliptične.
Hipereliptične krivulje so posplošitev eliptičnih krivulj.

## Uporaba
Hipereliptične krivulje se uporabljajo v kriptografiji s  hipereliptičnimi krivuljami v sistemih kriptografije.